# Arussi (zona)
Arussi (in lingua galla: Arsi) è una delle zone amministrative in cui è suddivisa la Regione di Oromia in Etiopia.

## Woreda
La zona è composta da 27 woreda:
1. Amigna
2. Aseko
3. Asela town
4. Bekoji town
5. Bele Gesgar
6. Chole
7. Degeluna Tijo
8. Diksis
9. Dodota
10. Golocha
11. Guna
12. Hitosa
13. Inkolo Wabe
14. Jeju
15. Limu Bilbilo
16. Lude Hitosa
17. Merti
18. Munessa
19. Robe
20. Seru
21. Shanan Kolu
22. Shirka
23. Sire
24. Sude
25. Tena
26. Tiyo
27. Ziway Dugda